# Chaetocnema castillana
Chaetocnema castillana es un coleóptero de la familia Chrysomelidae. Fue descrita científicamente en 2005 por Bergeal & Doguet.